# ألفرد ليونارد
ألفرد ليونارد هو سياسي بلجيكي، ولد في 19 ديسمبر 1940 في لياج في بلجيكا، وتوفي في 26 يناير 2018. انتخب عضو البرلمان والون ‏ وانتخب عضو مجلس النواب البلجيكي ‏.